# КК Сент Хосеп
КК Сент Хосеп (шп. CB Sant Josep) је био шпански кошаркашки клуб из Ђироне.

## Историја
КК Сент Хосеп основан је 1962. године, а у периоду од 1989. до 2008. носио је назив КК Ђирона. У АЦБ лиги такмичио се од 1988. до 2008, али није постизао значајније успехе - најбољи резултат било је 5. место у лигашком делу и четвртфинале плеј-офа. Четвртфинале је било највиши домет и у Купу Шпаније.
У европским такмичењима био је знатно успешнији. До полуфинала Купа Радивоја Кораћа доспео је 2000. године. 2007. је освојио ФИБА Еврокуп (садашњи Еврочеленџ) победивши у финалу украјински Азовмаш. У сезони 2007/08. стигао је и до финала УЛЕБ купа (садашњег Еврокупа), али је у њему поражен од стране Хувентуда.

## Успеси

### Међународни
- УЛЕБ куп:
  - Финалиста (1): 2008.

- ФИБА Еврокуп:
  - Освајач (1): 2007.

## Познатији играчи
- Фран Васкез
- Марк Гасол
- Предраг Дробњак
- Душко Ивановић
- Марко Кешељ
- Раул Лопез
- Марко Мариновић
- Иван Раденовић
- Фернандо Сан Еметерио
- Грегор Фучка
- Бранко Цветковић

## Познатији тренери
- Светислав Пешић